# As-Sala
As-Sala (arab. الثعلة) – miejscowość w Syrii, w muhafazie As-Suwajda. W 2004 roku liczyła 4569 mieszkańców.